# Faculdade Arnaldo Janssen
A Faculdade Arnaldo Janssen ou simplesmente Faculdade Arnaldo é uma instituição de ensino superior filantrópica brasileira localizada no município de Belo Horizonte, Minas Gerais. Criada em 2001, pela Congregação do Verbo Divino, hoje possui cerca de 2 mil alunos, matriculados em 12 cursos de graduação e em outros de pós-graduação.
A maior concentração das atividades da Faculdade Arnaldo encontra-se em Belo Horizonte, onde possui as unidades no bairro Anchieta, no Funcionários e no Olhos D'Água, as duas primeiras unidades são compartilhadas com o Colégio Arnaldo, já a última veio a partir da compra da Faculdade de Estudos Administrativos de Minas Gerais (FEAD) em 2019, e sua imediata incorporação, o que aumentou os alunos da instituição mantida pela Congregação do Verbo Divino em 150%.